# Ford, Kansas
Ford är en ort i Ford County i Kansas. Vid 2010 års folkräkning hade Ford 216 invånare.